# Liotryphon cydiae
Liotryphon cydiae là một loài tò vò trong họ Ichneumonidae.